# Okean El'zy
Okean El'zy (in ucraino Океан Ельзи?) è un gruppo musicale ucraino formatosi nel 1994 a Leopoli. Il cantante e frontman della band è Svjatoslav Vakarčuk. Gli Okean El'zy sono conosciuti nella maggior parte dei paesi della CSI. Nell'aprile 2007 il gruppo è stato premiato agli Ukrainian Rock Awards come Miglior gruppo rock.

## Storia
La band è stata fondata nel 1994 da quattro ragazzi di Leopoli: in seguito ha subito numerosi rimaneggiamenti e attualmente conta cinque membri. Svjatoslav Vakarčuk ne è da sempre il carismatico leader.
Il loro primo concerto si è tenuto al Leopoli Opera Theatre il 14 gennaio 1995. Poco tempo dopo hanno pubblicato una demo, denominata semplicemente DEMO 94-95. Nel 1995 hanno inoltre partecipato per la prima volta nei due maggiori festival di musica ucraina, il Chervona Ruta e il Melodiya.
Nel 1996 la band si è imposta nel circuito dei festival musicali ucraini ed internazionali, partecipando al Sribna Pidkova Festival, all'Alternative 2, al Perlyny Sezonu, al Tavriyski Ihry, all'Hernsbach, al Trash 96 e al RFI 96. Nello stesso anno si sono esibiti nella capitale ucraina come artisti di supporto per i Deep Purple. Nel dicembre 1996 hanno pubblicato il loro singolo di debutto Budynok zi skla. Per presentare il maxi-singolo, il canale televisivo ucraino TV Channel TET ha trasmesso un documentario dedicato al gruppo musicale.
Nel 1997 hanno intrapreso una mini tournée internazionale nel sud Francia e della Germania occidentale, per poi terminare con un concerto finale a Leopoli. L'anno successivo il gruppo si è spostato a Kiev per lavorare all' album di debutto Tam, de nas nema. Il video ufficiale dell'omonimo singolo è stato il primo videoclip di un artista ucraino ad essere trasmesso su MTV Russia e MCM Channel.
All'inizio del 1999 hanno iniziato a lavorare sul secondo album Ya na Nebi Buv, che è stato pubblicato l'anno successivo. Nel mese di maggio il gruppo si è esibito per la prima volta in Russia al Festival Maxidrom, davanti a migliaia di persone.

## Formazione
Attuale
- Svjatoslav Vakarčuk – voce
- Denys Hlinin – batteria
- Denys Dudko – basso (dal 2004)
- Miloš Jelić – tastiera (dal 2004)
- Vladimir Opsenica – chitarra (dal 2013)

Ex componenti
- Jurij Chustočka – basso (1994-2004)
- Dmytro Šurov – tastiera (2001-2004)
- Pavlo Hudimov – chitarra (1994-2005)
- Petro Černjavs'kyj – chitarra (2005-2013)

## Discografia

### Album in studio
- 1998 – Tam, de nas nema
- 2000 – Jananebibuv
- 2001 – Model'
- 2003 – Supersymetrija
- 2005 – Gloria
- 2007 – Mira
- 2010 – Dolce vita
- 2013 – Zemlja
- 2016 – Bez mež
- 2024 – Toj den'
- 2024 – Lighthouse

### Raccolte
- 2003 – Tvij format
- 2006 – 1221
- 2007 – Vybrane...
- 2010 – Okean El'zy: The Best Of
- 2014 – Najkrašče

### Singoli
- 1996 – Budynok zi skla
- 2002 – Cholodno
- 2004 – Djakuju!
- 2006 – Veseli, brate, časy nastaly...
- 2009 – Ja tak choču
- 2015 – Ne tvoja vijna
- 2015 – Žyttja počynanajet'sja znov
- 2015 – Myt'
- 2016 – Ne jdy
- 2017 – Sonce
- 2018 – Bez tebe
- 2018 – V nebo žene
- 2018 – Skil'ky nas
- 2019 – Čoven
- 2019 – Pereval
- 2020 – Koly my stanem soboju
- 2020 – Trymaj
- 2021 – #Beztebemenemena
- 2021 – Kraïna ditej (con Al'ona Al'ona)
- 2021 – Misto vesny (con gli Odyn v kanoe)
- 2021 – Peremoha (feat. Kalush)
- 2021 – Tak ja ty
- 2022 – Obijmy
- 2022 – Vesna
- 2022 – Misto Mariï
- 2022 – Kvity minnych zon
- 2023 – Koly my dvoje (con Kola)
- 2023 – Ja ïdu dodomu
- 2024 – Vidpovid'
- 2024 – Voices Are Rising
- 2024 – Toj den' (feat. Yaktak, Kola, Shumei & Jerry Heil)
- 2024 – Lighthouse (feat. John Rzeznik)
- 2024 – Mukačevo